# Soslan Daurov
Soslan Tamazovič Daurov (in russo Сослан Тамазович Дауров?; in bielorusso Саслан Тамазавіч Даураў?, Saslan Tamazavič Dauraŭ; Vladikavkaz, 15 gennaio 1991) è un lottatore russo naturalizzato bielorusso, specializzato nella lotta greco-romana.

## Biografia
A livello giovanile ha gareggiato per la Russia.
Si è formato presso l'Università Statale Janka Kupala di Hrodna.
Ha rappresentato la Bielorussia ai Giochi olimpici estivi di Rio de Janeiro 2016, dove ha concluso al quindicesimo posto in classifica nel torneo dei  59 chilogrammi.

## Palmarès
- Europei

Novi Sad 2017: bronzo nei 67 kg.;
- Giochi europei

Baku 2015: argento nei -59 kg.;
Minsk 2019: bronzo nei -67 kg.;
- Mondiali universitari

Çorum 2016: argento nei -66 kg.;

## Altre competizioni internazionali
2020
- Bronzo nei 63 kg nella Coppa del mondo individuale ( Belgrado)